# Leefructus
 Leefructus  ist eine ausgestorbene Gattung der Pflanzen aus der Familie der Hahnenfußgewächse (Ranunculaceae), die vor rund 125 Millionen Jahren in der Unterkreide in China vorkam. Die einzige bislang beschriebene Art der Gattung ist Leefructus mirus.

## Namensgebung
Leefructus ist ein Kunstwort. Die Bezeichnung der Gattung ehrt Shiming Li aus Shenyang und verweist auf  lateinisch fructus „Frucht“. Epitheton der bislang einzigen wissenschaftlich beschriebenen Art, Leefructus mirus, bedeutet im Lateinischen „wunderbar“. Leefructus mirus bedeutet somit sinngemäß „wunderbare Li-Frucht“.
Der Holotypus (Archiv-Nr. PISNU-0701) wird im Paläontologischen Institut der Shenyang Normal University in Shenyang verwahrt.

## Merkmale
Erhalten geblieben sind laut Erstbeschreibung von Gattung und Typusart Leefructus mirus, einem frühen Vertreter der Eudikotyledonen, Abdrücke von einem 16 cm langen Spross mit zwei Knoten und sechs in situ erhaltenen Laubblättern sowie einer gleichfalls am Spross ansitzenden Frucht in gelblich-grauem Schluffstein; organische Substanz ist nicht überliefert. Die dreifach tief gelappten und vielfach gebuchteten, langstieligen Blätter sind helical zu dritt und zu viert am Knoten gruppiert; sie sind 35 bis 40 mm lang und 15 bis 22 mm breit. Die Frucht ist 6 mm lang und 4 mm breit und wird als „pseudo-synkarp“ beschrieben.
Der Fundort von Leefructus befindet sich 15 Kilometer südlich der Stadt Lingyuan beim Dorf Dawangzhangzi. Der Fund wurde entdeckt in einer als Daxinfangzi-Bed bezeichneten Schicht der Yixian-Formation.

## Belege
1. ↑   Ge Sun, David L. Dilcher, Hongshan Wang und Zhiduan Chen: A eudicot from the Early Cretaceous of China. In: Nature. Band 471, Nr. 7340, 2011, S. 625–628, doi:10.1038/nature09811.